# Xamuqenu
Xamuqenu o Samuqenu (també Seqem) fou un faraó que portava el títol hikse de heqa khasut propi d'alguns reis hikses i que van portar els primers reis de la dinastia XV.
Està testimoniat en alguns escarabats però no es pot determinar la seva situació cronològica: a la dinastia XV sembla que tots els llocs estan coberts i llavors se l'ha de col·locar a la dinastia XIV o a la dinastia XVI si la teoria de què aquesta era hikse finalment fora valida. De moment la seva figura ha de restar pendent de noves dades per poder afirmar alguna cosa més concreta.